# Talos

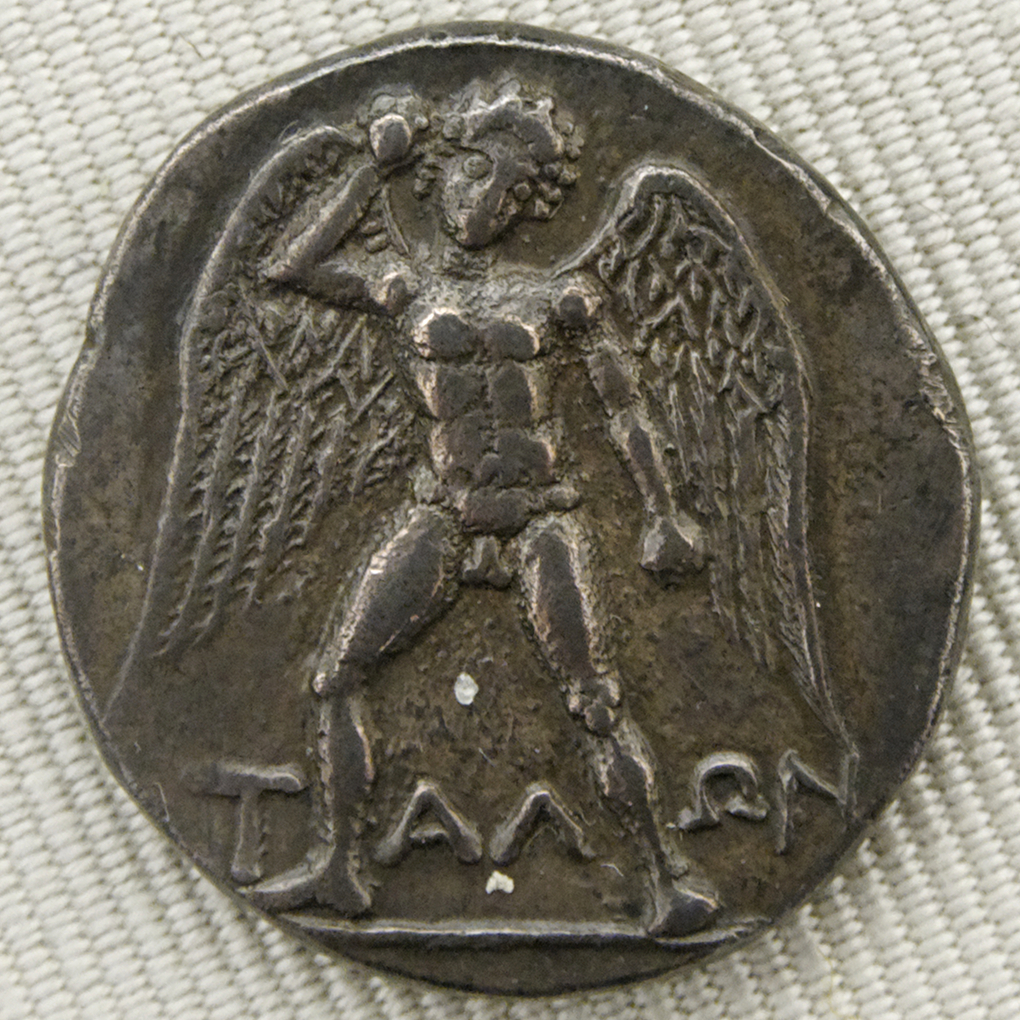
Talos Alado Armado Com Uma Pedra" Dracma de prata de Phaistos, Creta (300 / 280-270 aC). (Cabinet des Médailles, Paris).

Talos ou Talo (em grego:  Τάλως) de Creta é um autômato proveniente da mitologia grega. Trata-se de um gigante feito de bronze, com o intuito de proteger a civilização minoica da ilha de Creta. Imbuído da tarefa de proteger a ínsula minoica, o autômato, quase invulnerável, rondava a ilha três vezes ao dia lançando pedras contra as naus que se aproximavam, impedindo-as de aportar.
A erupção minoica de Santorini e a precipitação vulcânica associada podem ter inspirado a mitologia de Talos. 

## História
De acordo com Brian A. Sparkes, "O registro mais completo de Talos na literatura é encontrado na Argonáutica [...], no entanto temos registros detalhados deste episódio de 150 anos antes, datados de cerca de 400 a.C."

### Biografia
De acordo com a Biblioteca Mitológica de Apolodoro, existem três versões sobre Talos:
1) De acordo com a Argonáutica, Talos foi um sobrevivente da Idade do Bronze, um descendente da raça de bronze (χαλκοῦ γένους) que surgiu das melíades "ninfas de freixo". (A concepção de Hesíodo de que os homens da Idade do Bronze eram realmente feitos de bronze é estendida aos homens da idade do ouro por Luciano para efeito humorístico.)
2) Talos como um autômato de bronze em forma de homem forjado por Hefesto e presenteado ao rei Minos. 
3) Talos como um autômato de bronze em forma de touro forjado por Hefesto com ajuda dos Ciclopes e presenteado ao rei Minos.

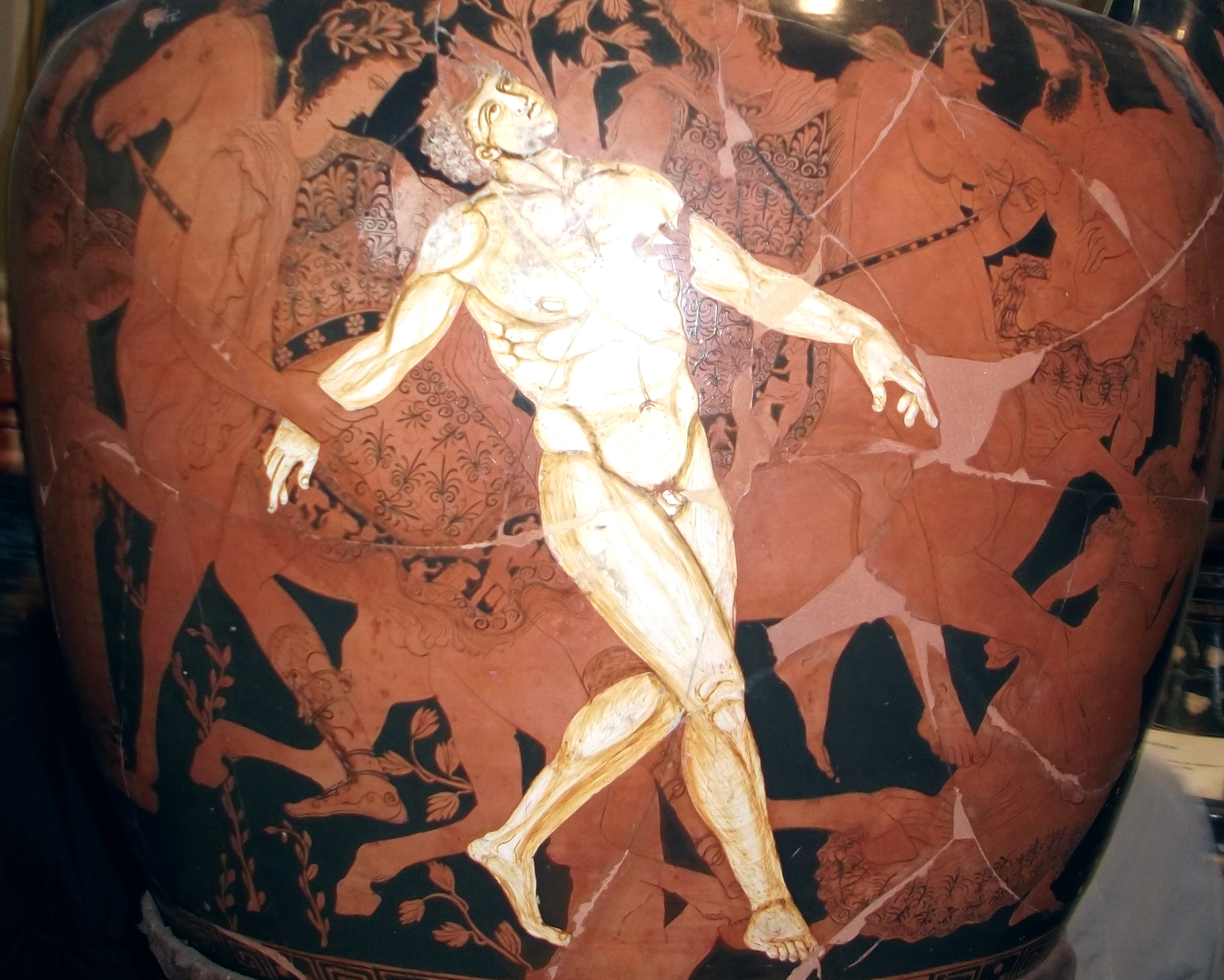
A Morte de Talos, retratada em uma cratera do século V a.C. Museu Nacional de Arqueologia de Jatta, em Ruvo di Puglia.

Em todas as versões Talos foi construído por Hefesto a pedido de Zeus, para proteger Europa das pessoas que queriam sequestrá-la. 
O diálogo pseudo-platônico Minos, que se ocupa com o conceito de Lei, racionaliza a história de Talos comparando-a com as leis do rei Minos inscritas em placas de latão que eram expostas três vezes por ano nas aldeias cretenses.

#### Morte
Existem varias versões sobre a morte do gigante. Nestas versões Talos é derrotado devido a um ponto fraco localizado em uma artéria que ia do pescoço ao tornozelo, protegida por uma cavilha de bronze, no seu calcanhar.
De acordo com Apolodoro em sua Biblioteca, Peante derrota o gigante disparando uma flecha em seu calcanhar vulnerável. Em outra versão, Talos foi morto quando Medéia, a feiticeira, o levou à loucura com drogas ou o fez acreditar que ela o tornaria imortal removendo o prego.
De acordo com a Argonáutica, Talos é vencido pelas artes mágicas de Medéia, que o enfeitiça a partir de uma nau levando-o à loucura com falsas visões de imortalidade caso retirasse à cavilha, de forma que ele a deslocou, e "o icor correu para fora dele como chumbo derretido", a exsanguinação acaba por matá-lo. Peter Green, tradutor da Argonautica, observa que a história lembra um pouco a história do calcanhar de Aquiles.
De acordo com fragmentos arqueológicos, Talos é derrotado através de drogas que o levaram a ferir-se com uma rocha no ponto sensível do seu corpo. Morrendo o gigante, a tripulação do Argo pôde descansar em terra firme.
De acordo com pinturas em vasos áticos e do sul da Itália, no momento da morte os Dióscuros flanqueiam o gigante Talos em queda. Nenhuma fonte literária menciona qualquer conexão entre eles.  

## Variações

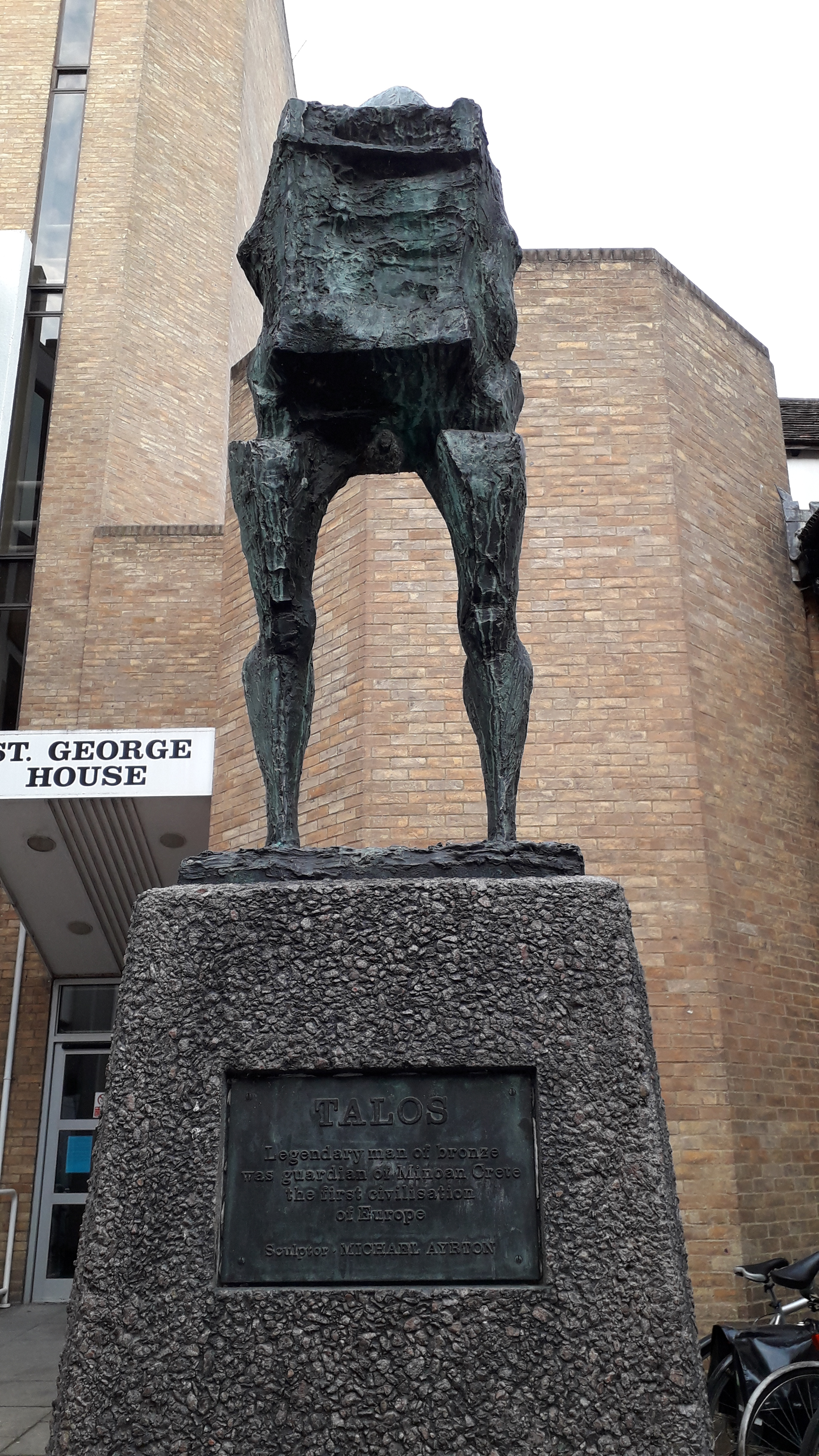
Talos, escultura de Michael Ayrton em Cambridge, Inglaterra.

O Pico da cordilheira Ida em Creta recebeu o nome de Tallaia devido a Talos.
Na moeda de Phaistos ( ilustração) ele é alado; nas pinturas gregas nos vasos e nos espelhos de bronze etruscos, ele não o é. As versões encontradas de Talos variam amplamente, com um detalhe consistente: nas imagens gregas fora de Creta, Talos está sempre sendo derrotado:  ele parece ter sido uma figura enigmática para os próprios gregos. 
Pausânias, observando a genealogia pouco ortodoxa do Talos dada por Cineton de Esparta, observa "As lendas da Grécia geralmente têm formas diferentes, e isso é particularmente verdadeiro no caso da genealogia.
Talos pode ter sido o filho de Kres, a personificação de Creta, de acordo com um fragmento do poeta Cineton de Esparta, para quem Talos foi o pai, não a criação, de Hefesto; anotado por Pausânias (VIII.53.2, .5).
Na Argonáutica, O Argo, transportando Jasão e os Argonautas, aproximou-se de Creta após obter o Velocino de Ouro. Como guardião da ilha, Talos manteve o Argo à distância, arremessando grandes pedras contra ele (O episódio de Talos em Argonautica 4). Na enciclopédia bizantina Suda, é dito que, de acordo com Simónides de Ceos, quando os sardos não quiseram entregar Talos para Minos, ele se aqueceu - pulando no fogo - e os apertou em seus braços. (Suda, sigma 124)